# Saint-Jean-le-Blanc, Calvados
Saint-Jean-le-Blanc är en kommun i departementet Calvados i regionen Normandie i norra Frankrike. Kommunen ligger i kantonen Condé-sur-Noireau som ligger i arrondissementet Vire. År 2018 hade Saint-Jean-le-Blanc 360 invånare.

## Befolkningsutveckling
Antalet invånare i kommunen Saint-Jean-le-Blanc
Referens:INSEE